# Zwarte trap
De zwarte trap (Afrotis afra, synoniem: Eupodotis afra), is vogelsoort uit de familie van de trappen (Otididae). Het is een endemische vogelsoort uit Zuid-Afrika waarvan de leefgebieden worden bedreigd door intensivering van de landbouw.

## Kenmerken
De vogel is 50 cm lang en weegt 700 gram. De zwarte trap lijkt sterk op de botswanatrap (A. afraoides).  De zwarte trap heeft minder wit op de vleugelpennen. Van boven is de vogel afwisselend donkerbruin en bijna wit gestreept. De staart is grijs met twee brede, zwarte banden. De buik, borst en nek zijn zwart, met een brede witte halsband en wit rondom het oor. De poten  zijn geel en de snavel is roze-rood met een grijze punt.

## Status, verspreiding en leefgebied
Deze soort komt voor in de provincies West-, Noord- en Oost-Kaap.  Het leefgebied van de zwarte trap in de Karoo bestaat uit afwisselend fynbos, droog extensief gebruikt akkerland en halfwoestijn.

## Status
Het was daar vroeger een zeer algemene vogelsoort. De populatiegrootte in 2016 is niet gekwantificeerd, maar er zijn sterke aanwijzingen dat de achteruitgang in aantallen tussen de  30-49% is binnen 31 jaar ligt. Het leefgebied wordt de laatste tientallen jaren sterk versnipperd door omzetting van extensief gebruikt land in landbouwkundig intensief benut land of kale woestijn. Klimaatverandering verergert dit proces. Om deze redenen staat de zwarte trap als kwetsbaar op de Rode Lijst van de IUCN.